# Engwierum
Engwierum (Fries, officieel: Ingwierrum, [ɪŋ’vjɪrəm]) is een dorp in de gemeente Noardeast-Fryslân, in de Nederlandse provincie Friesland. Het dorp ligt ten zuidoosten van Ee, ten oosten van Dokkum, ten noorden van Kollum en ten noordwesten van Kollumerpomp. Het dorp ligt tussen de N358 en het Dokkumergrootdiep. Ten noordwesten is het Lauwersmeer gelegen, met het Nationaal Park Lauwersmeer. In 2023 telde het dorp 575 inwoners.
Onder het postcodegebied van het dorp vallen de buurtschappen Dokkumer Nieuwe Zijlen, Molenbuurt, Nieuwland.

## Geschiedenis
Het dorp is ontstaan in de vroege middeleeuwen op een terp op een kwelderwal die in een hoek lag van land dat omringd werd door het Dokkumergrootdiep en de Lauwerszee. Ten zuiden van de terp ligt waarschijnlijk een uit de twaalfde eeuw daterend restant van een zeedijk.
In 1447 werd de plaats vermeld als Edygwerum, in 1491 als Enghwerum, 1558 als Engwerum, in 1573 als Engwierum en in 1843 als Engwierum of Aengwierum. De plaatsnaam zou verwijzen naar een voor bewoning opgeworpen hoogte van de familie Edinga, afleiding van de persoonsnaam Ede.
Engwierum lag tot de gemeentelijke herindeling van 1984 in de toenmalige gemeente Oostdongeradeel. Daarna lag Engwierum tot 2019 in de gemeente Dongeradeel, waarna deze opging in de gemeente Noardeast-Fryslân.

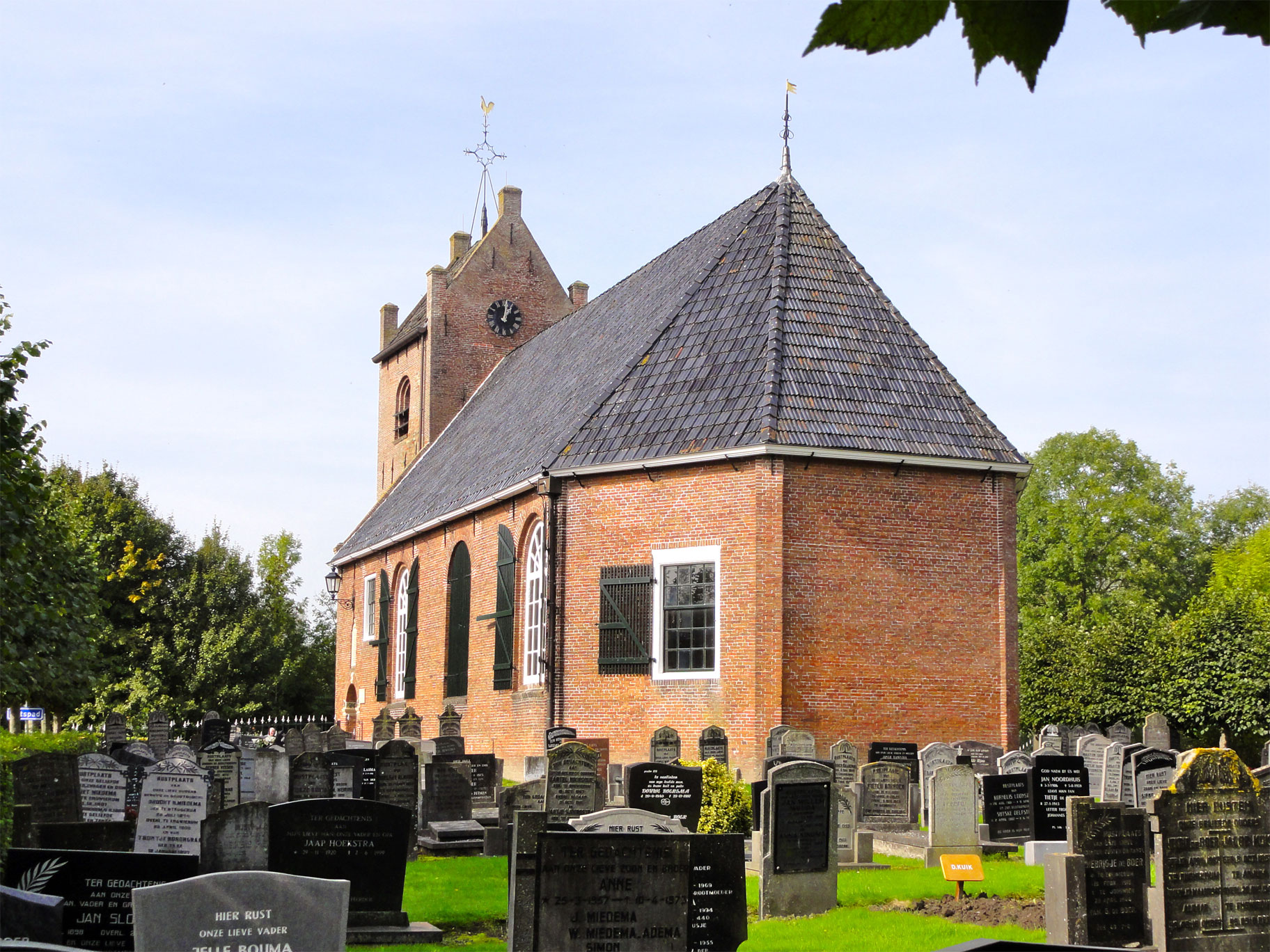
Kerk van Engwierum anno 2010

## Kerk
De Kerk van Engwierum dateert uit 1746 en is gebouwd tegen een oude middeleeuwse kerktoren uit de 13e eeuw, restant van de oude kerk die omstreeks 1725 werd afgebroken. In de kerk bevinden zich nog enkele grafzerken die afkomstig zijn uit de oude kerk.

## Sport

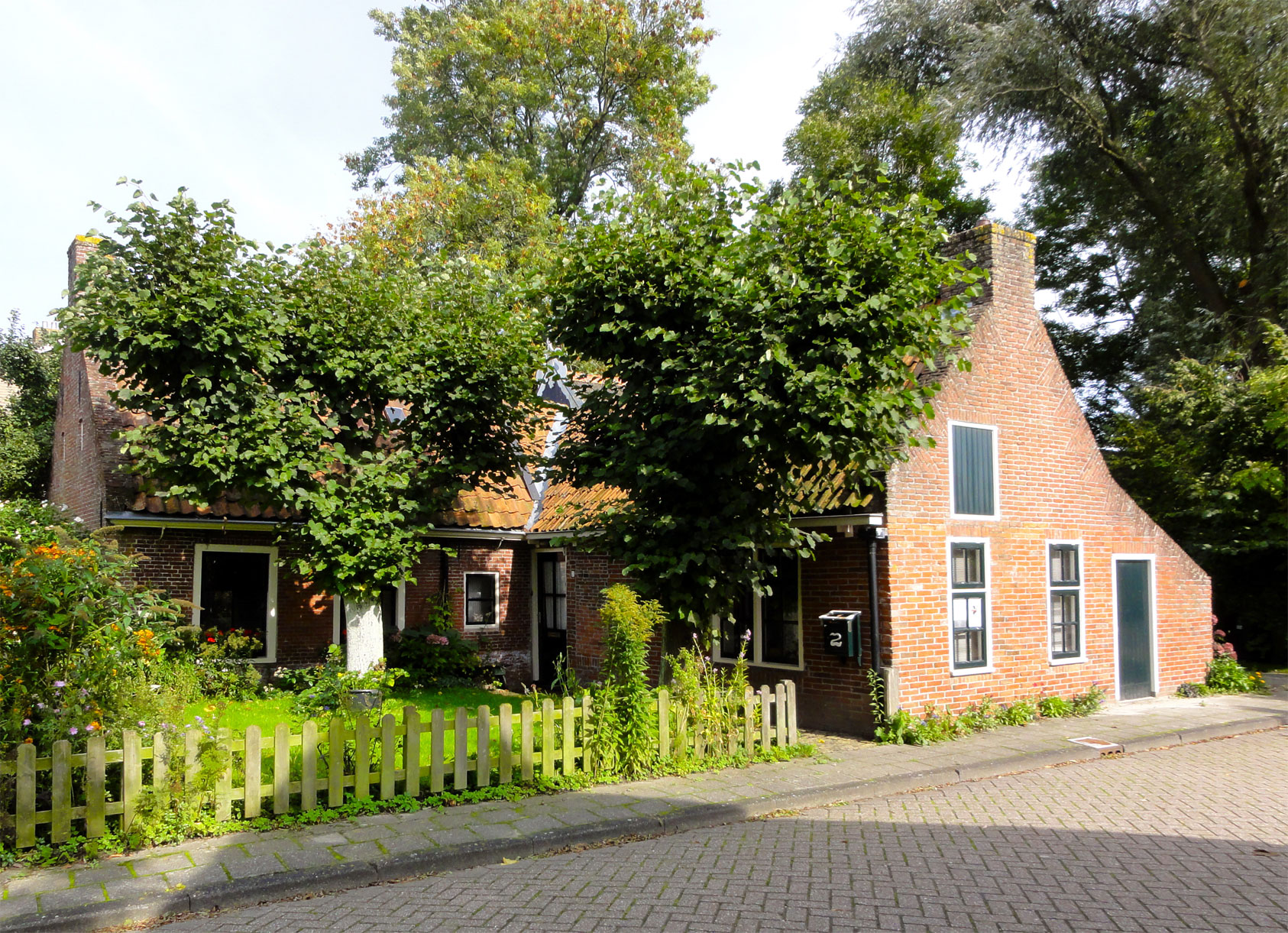
Bewoning op De Dobbe

Samen met de dorpen Oostrum en Ee kent Engwierum de voetbalvereniging VV Oostergo, die diens thuisbasis heeft in Ee. Verder kent het dorp een ijsclub.

## Cultuur
In Engwierum is een dorpshuis, It Dykshûs geheten. Samen met Ee heeft Engwierum sinds 2013 een fanfarekorps, de Lauwersfanfare, daarvoor had Engwierum zelf een fanfarekorps. Naast het fanfarekorps is er de gospelgroep The Freedomsingers.

## Onderwijs
In Engwierum is een basisschool, De Springplanke geheten.

## Bekende (ex-)inwoners
De Nederlandse operazangeres Miranda van Kralingen is woonachtig in Engwierum. De televisiepresentator Dick Passchier (1933-2017) woonde korte tijd in het dorp.